# Рідігама (підрозділ окружного секретаріату)
Підрозділ окружного секретаріату Рідігама — підрозділ окружного секретаріату округу Курунегала, Північно-Західна провінція, Шрі-Ланка. Складається з 113 Грама Ніладхарі.